# 兵庫県立病院
兵庫県立病院（ひょうごけんりつびょういん）は、兵庫県病院局が所管しており、13病院・1診療所がある。広域自治体立病院として、高度専門・特殊医療を中心とした「政策医療」を提供する。また、県立病院の他に中核となる医療機関がない地域においては「地域医療の確保」も行う。

## 基本理念
（下記の出典）
- 「より良質な医療の提供」
- 「安心できる県立病院の実現」
- 「持続可能な経営の確保」
- 「安定した医療提供体制の確立」

## 沿革
兵庫県内の県立病院は、昭和初期に低所得者層の医療の確保や精神医療を確保するために開設し、戦後は結核対策や地域医療を確保するために開設した。 また、1965年（昭和40年）頃からは病床の増床や診療機能の充実等により総合病院化を図り、地域の中核的病院としての役割を担っている。

### 年表
- 明治4年
  - 7月14日（1871年8月） - 廃藩置県により豊岡藩が豊岡県となり、医局を開設
  - 11月2日（1871年12月） - 第1次府県統合により改めて豊岡県設置。医局が豊岡県医局に改称
- 1876年（明治9年）8月21日 - 豊岡県廃止に伴う但馬地域の兵庫県編入により、豊岡県医局が兵庫県豊岡病院に改称
- 1879年（明治12年） - 豊岡病院を但馬8郡に移管し、公立豊岡病院に転換
- 1936年（昭和11年）
  - 1月 - 兵庫県立西宮懐仁病院開院
  - 6月 - 兵庫県立加古川懐仁病院開院
- 1937年（昭和12年）6月 - 兵庫県立精神病院光風寮開院
- 1938年（昭和13年）4月 - 県立西宮懐仁病院尼崎分院が県立尼崎懐仁病院に昇格
- 1956年（昭和31年）4月20日 - 兵庫県立淡路病院開院
- 1969年（昭和44年）10月1日 - 兵庫県立リハビリテーションセンター附属病院開院
- 1970年（昭和45年）4月1日 - 全国で2番目の小児専門病院として兵庫県立こども病院開院
- 1971年（昭和46年）4月 - 財団法人兵庫県がんセンターが解散し、兵庫県がんセンター附属病院を県が承継
- 1973年（昭和48年） - 県立療養所の県立柏原荘が兵庫県立柏原病院に改称
- 1974年（昭和49年）10月 - 県立尼崎病院塚口分院が兵庫県立塚口病院に昇格
- 1981年（昭和56年）7月29日 - 兵庫県立姫路循環器病センター開院
- 2001年（平成13年）4月 - 兵庫県立粒子線医療センター開院
- 2002年（平成14年）4月 - 病院事業に地方公営企業法を全部適用し、病院事業管理者及び病院局を設置[1]
- 2003年（平成15年）
  - 8月 - 兵庫県災害医療センター開設
  - 9月 - 「病院構造改革推進方策」を策定[2]
- 2006年（平成18年）4月 - 兵庫県立リハビリテーション西播磨病院開院
- 2009年（平成21年）1月 - 「病院構造改革推進方策(改訂版)」を策定[2]
- 2014年（平成26年）4月 - 「第3次 病院構造改革推進方策(平成28年4月、平成29年4月改訂)」を策定[2]。
- 2015年（平成27年）7月1日 - 県立尼崎病院と県立塚口病院を統合し、兵庫県立尼崎総合医療センター開院
- 2017年（平成29年）12月1日 - 兵庫県立粒子線医療センター附属神戸陽子線センター開所
- 2019年（平成31年/令和元年）
  - 4月 - 「第4次 病院構造改革推進方策」を策定[2]
  - 7月1日 - 県立柏原病院と柏原赤十字病院が合併し、兵庫県立丹波医療センター開院
- 2022年（令和4年）5月1日 - 県立姫路循環器病センターと製鉄記念広畑病院が合併し、兵庫県立はりま姫路総合医療センター開院

## 病院局が所管する県立病院
（下記の出典）

### 総合病院
- 兵庫県立尼崎総合医療センター（尼崎市）
- 兵庫県立西宮病院（西宮市）
- 兵庫県立加古川医療センター（加古川市）
- 兵庫県立はりま姫路総合医療センター（姫路市）
- 兵庫県立丹波医療センター（丹波市）
- 兵庫県立淡路医療センター（洲本市）

### 専門病院
- 兵庫県立ひょうごこころの医療センター（神戸市北区）
- 兵庫県立こども病院（神戸市中央区）
- 兵庫県立がんセンター（明石市）
- 兵庫県立粒子線医療センター（たつの市）
  - 兵庫県立粒子線医療センター附属神戸陽子線センター（神戸市中央区）

### その他
- 兵庫県災害医療センター（神戸市中央区）※指定管理
- 兵庫県立リハビリテーション中央病院（神戸市西区）※指定管理
- 兵庫県立リハビリテーション西播磨病院（たつの市）※指定管理

兵庫県災害医療センターの運営については「日本赤十字社兵庫県支部」が、兵庫県立リハビリテーション中央病院と兵庫県立リハビリテーション西播磨病院については「社会福祉法人兵庫県社会福祉事業団」が指定管理者として運営している 。